# KBNL-FM
KBNL es una estación de radio localizada en Laredo (Texas). Es más conocida como Radio Manantial. Emite música religiosa y charla religiosa para los radio escuchas de Laredo y Nuevo Laredo.